# کمپبلز (ویرجینیای غربی)
کمپبلز (به انگلیسی: Campbells) یک منطقهٔ مسکونی در ایالات متحده آمریکا است که در شهرستان مورگان، ویرجینیای غربی واقع شده‌است.